# Sobremaderas
Sobremaderas fue un grupo de música popular de Uruguay, originado en el año 1994. La característica principal de la banda siempre fue la percusión tanto Afrouruguaya como así también Afroamericana. El Grupo desarrolla su carrera fundamentalmente en su país de origen y en varios países de América Latina (Brasil, Paraguay, Perú, Chile) y en España en el País Vasco y Cataluña. Los promotores de este incipiente proyecto fueron, desde el inicio: Susana Cazaux, Mario Ipuche (Dirección Artística), Miguel Rodríguez y Dionel Scariato.

## Inicios (II CEPIAL)
1994 - Debut en la Ciudad de Maringá, PR, Brasil en el Segundo Congreso de Educación para América Latina (II CEPIAL). Auspiciados por el Ministerio de Educación y Cultura de Uruguay, desarrollaron una serie de Talleres de Candombe y de percusión Afroamericana. La formación original fue: Adrián Arambarry, Raúl Buzó, Susana Cazaux, Rubén Colman, Aldo Garay, Mario Ipuche, Mauro Rodríguez, Miguel Rodríguez, Dionel Scariato e Ignacio Viana. 

## Trayectoria
- 1995 - 8 de setiembre. Asunción, Paraguay. Homenaje con toque de tambores en la Comunidad Afroparaguaya "Kamba Kuá" en el barrio San Lorenzo.[5][6]
- 1995 - 8 de setiembre. Lago Ypacaraí, Paraguay. Actuación en el Festival.[7][8]
- 1995 - noviembre. Belo Horizonte, MG, Brasil. Festival de Arte Negra (FAN).[9][10]
- 1995 - 22 de noviembre. Montevideo. Teatro Carlos Brussa. Espectáculo multidisciplinario "La Calle del Corazón".[11][12][13][14]
- 1996 - noviembre, diciembre / 1997 - enero. Feria Villa Biarritz, Montevideo. Ciclo "Percusión abierta".[15][16][17]
- 1997 - 15 al 19 de agosto. Arequipa, Perú. Festival "Festidanza '97". Auspiciados por el Ministerio de Relaciones Exteriores de Uruguay,[18][19][20][21]
- 1997 - 14 al 24 de noviembre. Curitiba, PR, Brasil. Día de la Conciencia Negra.[22][23]
- 1998 - octubre, noviembre y diciembre. Montevideo. Ciclo del Espectáculo "Percepciones".[24][25] Con la integración de Aldo Suárez y Selma Sparano el grupo amplió su horizonte artístico convirtiéndose en una banda musical con composiciones propias y siempre teniendo a la percusión como pilar fundamental el proyecto.[26]
- 1999-julio a julio-2000 - Grabación del CD "Percepciones" en los estudios de SUDEI (Sociedad Uruguaya de Intérpretes).[27][28][29][30][31]
- 2004 - noviembre. Curitiba, PR, Brasil. Día de la Conciencia Negra.[32][33][34] Formación: Javier Alvarez (guitarra, percusión), Mario Ipuche (percusión, arreglos y Dirección Artística), Miguel Rodríguez (conferencias), Selma Sparano (flautas, saxo soprano, percusión), Dionel Scariato (percusión).
- 2005 - mayo - Gira por País Vasco y Cataluña, España, auspiciados por la Intendencia Municipal de Montevideo (IMM).[35][36][37][38][39][40] Formación: Javier Alvarez (guitarras, voz, percusión), Mario Ipuche (percusión, batería, arreglos y Dirección Artística), Selma Sparano (flautas, saxo soprano, voz, percusión), Dionel Scariato (bajo, percusión).
- 2005 - 29 de septiembre al 1 de octubre. Río de Janeiro, RJ, Brasil. "II Festival Latino-Americano de Música Instrumental" (IIFLAMI). Formación:: Ismael Collazo (guitarra, percusión), Mario Franceschini (percusión), Mario Ipuche (percusión, batería, arreglos y Dirección Artística), Selma Sparano (flautas, saxo soprano, percusión), Dionel Scariato (bajo, percusión) y Walter Villanueva (trombón, percusión). Compartieron escenario con varios Artista de la Música Popular del continente: Rodolfo Mederos, Carlos Malta y Pife Muderno, Huancara, Onkora, Jaraguá Mulungú, Manuel Miranda y Tinku entre otros.[41][42][43]
- 2005 - 13 de noviembre. Montevideo. Rodaje del capítulo "La Africanía del Uruguay: Candombe", para la Serie Venezolana "Sones y Pasiones", del Canal Telesur.[44][45]
- 2006 - 10 de marzo. Participación en los festejos del 70 aniversario del nacimiento del cantautor uruguayo Alfredo Zitarrosa, organizado por la Fundación Zitarrosa.[46] Formación: Ismael Collazo (guitarra), Mario Franceschini (percusión), Mario Ipuche (percusión, Arreglos y Dirección Artística), Selma Sparano (flauta, saxo soprano), Dionel Scariato (bajo). En esta ocasión interpretaron, a modo de homenaje, el tema "Gato del perro" de A. Zitarrosa, con arreglos de Ipuche, al estilo Sobremaderas.[47]
- 2012 - 9 de junio. Taller "Un acercamiento ala percusión Afroamericana, sus instrumentos y su rítmica. CENTRO CULTURAL DE ESPAÑA, Montevideo.[48]
- 2012 - 28 y 29 de julio. Talleres de sensibilización musical para niños y adolescentes con capacidades diferentes.[49] Dolores y Mercedes, depto. de Soriano.[50]
- 2013 - Participación en 33 FESTIVAL DEL CARIBE - "Fiesta del fuego" - Santiago de Cuba.[51][52][53]
- 2013 -  31 de agosto. Dolores, Soriano. Muestra, Charla, Muestra Audiovisual, Taller "SOBREMADERAS EN CUBA", auspiciados por la Municipalidad de Dolores.[54][55]

## CD Percepciones[56]
| - Mario Acosta: percusión - Leonardo Canavese: percusión, coros - Daniel Canavesse: percusión - Ruben Colman: percusión - Mario Ipuche: bajo, guitarra, percusión, coros - Mauro Rodríguez: percusión, Arreglos - Dionel Scariato: percusión, guitarra, coros - Selma Sparano: flautas, percusión, coros - Aldo Suárez: voz, guitarra, percusión, coros | - Jacqueline Aghazarian: coros - Maripaz de Melero: coros - Gustavo Díaz:percusión - Adrián Lorenzo: batería - Laura Medeiros: coros | - Técnico de Grabación y Masterización: Diego Verdier - Mezclas: Diego Verdier, Mario Ipuche, Aldo Suárez y Dionel Scariato. - Producción Artística: Mario Ipuche - Producción Ejecutiva (Edición): Angel Atienza - Librillo (diseño): Selma Sparano - Librillo (diagramación): Mario Ipuche - Fotografías: Anna Iram, Noel Viana y Sobremaderas |

## CD "Sobremaderas Ao vivo"[57]
| - Ismael Collazo: guitarra, percusión - Mario Franceschini: percusión - Mario Ipuche: percusión, batería, Arreglos, Dirección Artística - Dionel Scariato: bajo, percusión - Selma Sparano: flautas, saxo soprano, percusión - Walter Villanueva: trombón, percusión |